# 特异大权蟹
特异大权蟹（学名：Macromedaeus distinguendus）是扇蟹科大权蟹属的动物。分布于朝鲜、日本、塔希提、印度、波斯湾、红海、南非以及中国大陆的广东、福建、浙江、山东、渤海湾、辽东半岛等地，生活环境为海水，常生活于低潮线的石下或岩石缝中。